# (32405) Jameshill
2000 RD1 (asteroide 32405) é um asteroide da cintura principal. Possui uma excentricidade de 0.08493920 e uma inclinação de 6.88148º.
Este asteroide foi descoberto no dia 1 de setembro de 2000 por LINEAR em Socorro.